# Polidamna
Polidamna (en grec antic: Πολύδαμνα), va ser, segons la mitologia grega, una dona egípcia.
Homer la menciona a l'Odissea, i diu que era l'esposa de Ton (Θῶν), sovint conegut com «Ton l'egipci», per la seva ascendència egípcia. Diu que Polidamna va donar a Helena, l'esposa de Menelau, una droga capaç de fer desaparèixer el dolor i la ira, desterrar tots els records dolorosos i alleugerir als que la bevien de tots els mals. Helena la va posar al vi que havia ofert a Menelau i a Telèmac, que havia anat a la seva cort per preguntar pel seu pare Odisseu.
Eusebi de Cesarea comenta que Helena va curar Telèmac al palau de Menelau, fent-li oblidar le desgràcies que li havien sobrevingut amb una droga que havia rebut dels egipcis de Tebes de la mà de Polidamna.